# 宮地充子
宮地 充子（みやじ あつこ、1965年ないし1966年 - ）は、日本の数学者、情報科学者。大阪大学大学院工学研究科教授。元北陸先端科学技術大学院大学教授。

## 経歴
大阪府生まれ。
小学生のとき、「クレタ人の嘘つき」に関心をもち、数学に興味を抱く。
大阪府立生野高等学校卒業後、大阪大学理学部数学科から大学院に進み、その後、1990年から1998年まで、松下電器産業のマルチメディア開発センターに勤務した。その間、1997年に、「Studies on security and efficiency of elliptic curve cryptosystems（楕円曲線暗号の安全性と効率に関する研究）」により、大阪大学から博士（理学）を取得した。
1998年12月に、北陸先端科学技術大学院大学教授となり、2002年から2003年にかけては文部科学省在学研究員として派遣され、カリフォルニア大学デービス校客員研究員となった。その後、2015年10月から大阪大学大学院工学研究科教授に就任。
研究領域は、「情報セキュリティ、数論アルゴリズム、暗号理論」であり、研究テーマのキーワードとしては、「クラウドセキュリティ、ビッグデータプライバシ、暗号解析、プロトコル設計、センサーNW」が挙げられている。特に楕円曲線暗号については、その開発の初期から研究に従事している。
2014年には、「安全で効率的な楕円曲線暗号に関する研究」により、平成26年度科学技術分野の文部科学大臣表彰科学技術賞（研究部門）を受けた
北陸先端科学技術大学院大学では附属図書館長も務めた。2024年紫綬褒章受章。

## おもな著書

### 単著
- 代数学から学ぶ暗号理論：整数論の基礎から楕円曲線暗号の実装まで、日本評論社、2012年

### 共著
- （菊池浩明との共編著）情報セキュリティ、オーム社、2003年